# Reação de síntese
Em Química, uma reação de síntese é uma reação química em que dois ou mais reagentes dão origem a um só produto, obedecendo à Lei de Conservação das Massas (Lei de Lavoisier). Estas reações são também conhecidas como reações de composição ou de subtração e adição.

Neste tipo de reação um único produto é obtido a partir de dois reagentes, obedecendo a uma relação do tipo {\displaystyle xX+yY\longrightarrow aA} . A reação pode ocorrer de várias formas.
Exemplos de reações de adição:
{\displaystyle 2Mg+O_{2}\longrightarrow 2MgO}
{\displaystyle 2H_{2}+O_{2}\longrightarrow 2H_{2}O}